# Onoclea orientalis
Onoclea orientalis là một loài thực vật có mạch trong họ Woodsiaceae. Loài này được (Hook.) Hook. miêu tả khoa học đầu tiên năm 1863.